# Ali Quchtchi

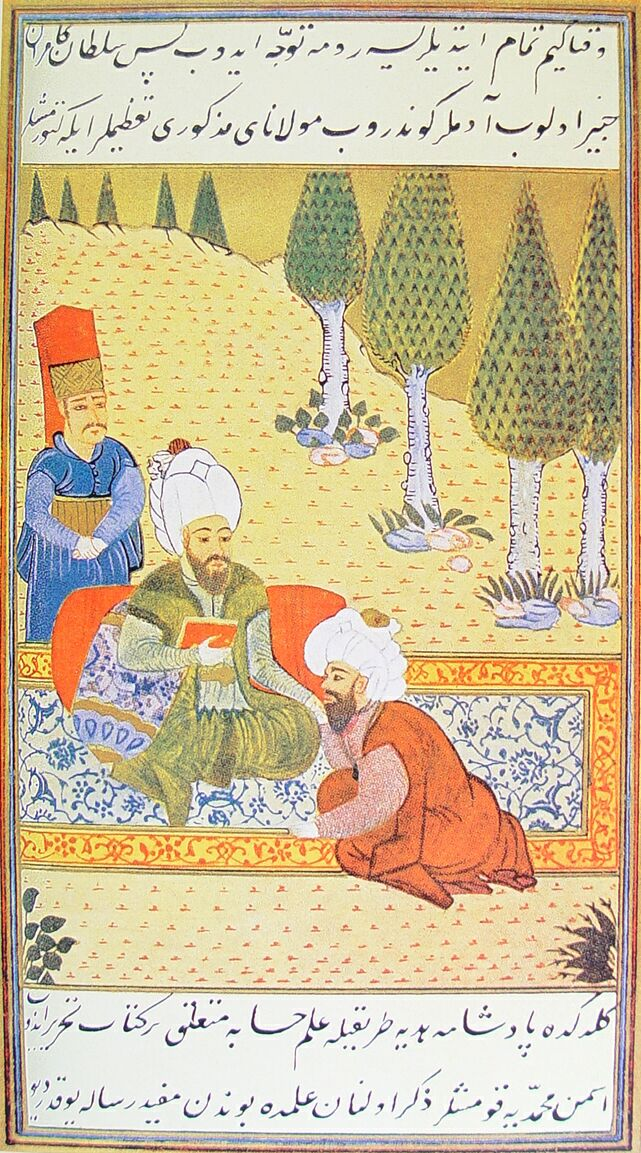
Ali Quchtchi aux pieds de Mehmet II

Ali Quchtchi ou Ali Qushji (turc Ali Kuşçu : fauconnier), de son nom complet `Ala ad-Din `Ali ibn Muhammad Qushji (`alâ' 'ad-dîn : « élévation de la religion » en arabe), est un astronome, probablement né en 1403 à Samarcande, mort le 16 décembre 1474 à Constantinople.
Il était également mutakallim, mathématicien et linguiste.

## Biographie
Son nom nous dit qu'il était le fils d'un fauconnier. Il fut le disciple d'Oulough Beg, qui le considérait comme un fils et un ami.
Il participa avec son maître aux travaux de l'observatoire de Samarcande qui aboutirent à la parution des Tables sultaniennes (zij-e solTâni en persan), publiées en 1437.
Après l'assassinat d'Oulough Beg par son fils Abd ul-Latif, Ali Quchtchi partit avec une copie des Tables sultaniennes, auprès d'Uzun Hasan (« Hassan le long »), à Tabriz, souverain de la dynastie turkmène des Aq Qoyunlu.
Uzun Hasan l'envoya ensuite à Istanbul, auprès du sultan ottoman Mehmed II Fatih (le conquérant), où il s'occupa d'enseignement scientifique à la médersa Aya Sofia (Hagia Sophia, Sainte-Sophie).
Puis les Tables sultaniennes passèrent en Europe. On a ainsi trace d'un copie réalisée vers 1500 probablement près de Venise d'une version en hébreu écrite probablement au XVe siècle
. Cet écrit pourrait être un indice d'une connaissance par Nicolas Copernic des modèles planétaires arabes.

## Contribution scientifique

### Astronomie

#### LesTables sultaniennes
Ali Quchtchi participa à l'élaboration des Tables sultaniennes. Après la mort de Qadi-zadeh Roumi en 1436, il lui succéda comme directeur de l'observatoire.  On lui doit notamment un modèle planétaire pour la trajectoire de Mercure utilisant les outils mis en place par Muʾayyad al-Dīn al-ʿUrḍī (en).
Il fut le premier acteur de la survie du travail des astronomes de Samarcande, d'abord en transmettant à Istanbul le savoir-faire acquis et ensuite, comme il avait apporté avec lui un manuscrit des Tables, en étant l'instrument de leur diffusion.

#### Astronomie et philosophie
Ali Quchtchi a écrit un ouvrage intitulé De la dépendance qu'aurait l'astronomie par rapport à la philosophie. Il y conteste la dépendance de la philosophie naturelle par rapport à la philosophie d'Aristote et ouvre la porte à l'héliocentrisme.

## Œuvres
Ali Quchtch laissa deux grandes œuvres dans le domaine des mathématiques :
- Risaletü’l-Muhammediyye fi-Hesab
- Resale dar elm-e Hesab: Suleymaniye

Les travaux de Ali Quchtch ont été enseignés dans les méditations ottomanes pendant de nombreuses années.
Ali Kuscu a fait de l'astronomie une science purement expérimentale et mathématique. 
Œuvre sur la mécanique :
- Tazkare fi Âlâti’r-Ruhâniyye

Œuvres sur l'astronomie :
- Sharh e Zîj e Ulugh Beg
- Resale fi Halle Eshkale Moadeleye Ghamar lil-Masir
- Resale fi Asli’l-HâricYumkin fi’s-Sufliyyeyn
- Sharh ‘ale’t-Tuhfeti’sh-Shâhiyye fi al-Heyat
- Resale dar elm-i Heyat
- el-Fathiyye fî elm al-Heyat
- Resale fi Hall-e Eshkal-i Ghammar
- Concerning the Supposed Dependence of Astronomy upon Philosophy

Œuvres sur la linguistique :
- Sharh Risâleti’l-Vadiyye
- El-Ifsâh
- El-Unkûdu’z-Zevâhir fî Nazmi’l-Javâher
- Sharh e’Sh-Shâfiye
- Resale fî Beyâni Vadi’l-Mufredât
- Fâ’ide li-Tahkîki Lâmi’t-Ta’rîf
- Resale mâ Ene Kultu
- Resale fî’l-Hamd
- Resale fî Ilmi’l-Me’ânî
- Resale fî Bahsi’l-Mufred
- Resale fî’l-Fenni’s-Sânî min Ilmihal-Beyân
- Tafsir e-Bakara ve Âli Imrân
- Risâle fî’l-İstişâre
- Mahbub-al-Hamail fi kashf-al-mesail
- Tajrid-al-Kalam